# Episodi di Cugino & cugino
La prima e unica stagione di Cugino & cugino è andata in onda nel 2011 su Rai 1.
| nº | Titolo                                         | Prima TV         |
| -- | ---------------------------------------------- | ---------------- |
| 1  | Cugini e segreti                               | 22 febbraio 2011 |
| 2  | Benvenuto zio Carmelo                          | 22 febbraio 2011 |
| 3  | L'attorcuoco                                   | 24 febbraio 2011 |
| 4  | Alla ricerca di Tris                           | 24 febbraio 2011 |
| 5  | Dove si dorme in tre si può dormire in quattro | 1º marzo 2011    |
| 6  | Sono innocente!                                | 1º marzo 2011    |
| 7  | Artisti per caso                               | 8 marzo 2011     |
| 8  | Il tesoretto                                   | 8 marzo 2011     |
| 9  | Offresi cuoco disperatamente                   | 15 marzo 2011    |
| 10 | Prigionieri di un sogno                        | 15 marzo 2011    |
| 11 | Salvate Khadija                                | 22 marzo 2011    |
| 12 | Cugini per sempre                              | 22 marzo 2011    |